# 55 av. J.-C.
Cette page concerne l'année 55 av. J.-C. du calendrier julien proleptique.

## Événements
- 29 octobre 56 av. J.-C. (1er janvier 699 du calendrier romain) : début à Rome du consulat de Pompée (pour la seconde fois) et de Crassus (pour la seconde fois)[1].
  - Aux élections consulaires, un des candidats, L. Domitius Ahenobarbus, est chassé du forum : un esclave qui le précédait tombe mort. Pompée et Crassus, pour assurer leur élection, font appel aux vétérans de César et ceux-ci emploient la manière forte pour décider les électeurs. Aux élections pour l’édilité, il y a de violents combats ; Pompée, attaqué au forum, rentre chez lui couvert de sang et sa femme s’évanouit de peur. Les élections consulaires se sont faites avec sept à huit mois de retard. Les élections prétoriennes et édiliciennes ont plus de dix mois de retard[2].
  - Lex Licinia de sodaliciis contre la vénalité du corps électoral (loi sur la brigue)[3].

- Début de l’année : campagne de Gabinius et de Mithridate III en Parthie[4].
  - Le roi parthe Mithridate III est renversé par les nobles. Son frère Orodès II, appuyé par Suréna, satrape de Sacastène, lui succède. Mithridate III se réfugie en Syrie auprès du proconsul romain Gabinius. Il convainc celui-ci de marcher contre Orodès mais Gabinius, ayant reçu une proposition plus alléchante de la part du roi d’Égypte Ptolémée XII Aulète, chassé lui aussi par ses sujets, recule et part pour l’Égypte. Mithridate III parvient néanmoins à recruter des mercenaires et s’empare de Séleucie par surprise. Le jeune Suréna (fils du satrape) intervient et met le siège devant la ville, qui affamée, se rend. Mithridate est mis à mort par son frère Orodès (53 av. J.-C.).
- 1er mars : lex Trebonia. Renouvellement du premier triumvirat. Répartition des provinces : Jules César reçoit la Gaule 5 ans de plus, Pompée reçoit l'Espagne et Crassus la Syrie[4].
- 22 avril[5] : fin du règne de Bérénice IV, reine d’Égypte, et rétablissement de son père Ptolémée XII Aulète Neos Dionysos (fin de règne en 51 av. J.-C.) par les Romains et en particulier le gouverneur de Syrie Aulus Gabinius qui est richement rémunéré pour son aide.
  - Antipater aide Gabinius lors de son expédition en Égypte et reçoit en récompense le titre d’épimélètès, intendant ou administrateur de la Judée[6].

- Mai, guerre des Gaules : Jules César extermine les Usipiens et les Tenctères entre Meuse et Rhin[7].

- Juin : les soldats romains construisent un pont de bois sur le Rhin dans les environs de l’actuelle ville de Bonn[7]. Jules César passe lui-même le Rhin et intimide les Germains.
- 25-27 août, Portus Itius : départ de la première expédition en Bretagne, infructueuse, par les légions de Jules César (fin en 54 av. J.-C.)[8].
  - Commios, roi des Atrébates, collabore avec César pour préparer son expédition en Grande-Bretagne ; fait prisonnier, il est libéré[9]. Les Atrébates deviennent un royaume client de Rome.
- 30-31 août : la flotte de César en Grande-Bretagne est partiellement détruite par une tempête[8].
- Mi-septembre : César retourne en Gaule et place ses troupes en quartiers d’hiver en Gaule belgique ; lui-même retourne en Cisalpine.
- Octobre : inauguration du théâtre de Pompée, le premier théâtre permanent construit en pierre à Rome[10].
- Automne (date probable) : le gouverneur de Syrie Gabinius bat l'armée d'Alexandre, fils d'Aristobule II au mont Tabor. Gabinius assiège l'Alexandrion où Alexandre s'est réfugié. Alexandra, mère d'Alexandre, négocie la paix et obtient la liberté de son fils. Les forteresses de l'Alexandrion, de Macheronte et d'Hyrcania sont rasées. Gabinius restaure Hyrcan II comme grand-prêtre et divise la Judée en cinq districts administratifs (Jérusalem, Amathus, Jéricho, Sepphoris et Gadara)[11].

- Le roi des Daces Burebista, après avoir soumis les cités grecques de la côte occidentale du Pont Euxin, Histria, Tomis et Callatis, se dirige vers l’est contre Tyras à l’embouchure du Dniestr, et Olbia, à l’embouchure du Boug, qu’il détruit[12].
- Mort d’Hippostrate (en), dernier roi grec du Gandhara. Son royaume est annexé par le roi indo-scythe Azès Ier[13].

## Décès en 55 av. J.-C.
- Lucrèce, poète latin.
- Bérénice IV, reine d'Égypte, exécutée par son père.
- Tigrane II d'Arménie (date approximative).